# Линейные крейсера типа «Лайон»
Линейные крейсера типа «Лайон» — тип линейных крейсеров Королевского военно-морского флота Великобритании времён Первой мировой войны. Построено два корабля: «Лайон» (Lion), «Принсесс Ройял» (Princess Royal). Третий корабль «Куин Мэри» был построен по несколько изменённому проекту и поэтому выделяется в отдельный тип. Принадлежали к британским линейным крейсерам второго поколения. По сравнению с предшественниками, линейными крейсерами типа «Индефатигебл», имели более мощное вооружение и бронирование. Принимали активное участие в большинстве крупных операций Королевского флота.
После Ютландского сражения оба корабля провели остаток войны в патрулировании Северного моря и участвовали в огневом прикрытии Второй битвы в Гельголандской бухте в 1917 году. В 1920 году оба линейных крейсера выведены в резерв и в 1924 году, согласно условиям Вашингтонского морского договора, были проданы на металлолом.

## История создания
Осенью 1908 года британское Адмиралтейство обеспокоилось из-за донесений с оружейного завода в Ковентри и из других источников, которые сообщали, что Германия готовится воспользоваться сокращением британских кораблестроительных программ и сравняться с британским флотом по количеству дредноутов. Из полученных данных следовал вывод, что к 1912 году обе страны в сумме будут иметь 21 линкор и линейный крейсер.
Фишер представил служебную записку Первому Лорду, в которой дал видение ситуации:

«Мы согласны с заявлением Первого Лорда, что существует возможность, того что Германия к 1912 г. завершит строительство 21 дредноута, и мы располагаем неопровержимыми фактами, что к этой дате у неё будет 17 таких кораблей. Принимая во внимание, что в течение будущего года мы заложим шесть дредноутов, в итоге мы будем иметь только 18… Хотелось бы задать вопрос, почему предупреждение об этом не было сделано раньше, а информация об ожидаемой закладке и завершении строительства германских кораблей программы 1909-10 гг., а также доказательства продолжающегося ускорения строительства в последующие годы были до сих пор неизвестны».
— Паркс. Линкоры Британской империи. Том 6. — С. 97.
Отставка Первого Лорда накалила ситуацию. Заявления Адмиралтейства внимательно были рассмотрены, и по требовательному настоянию Э. Грэя премьер-министр назначил повторное заседание Кабинета министров. С определёнными оговорками, чтобы успокоить критиков Адмиралтейства, была утверждена новая кораблестроительная программа, которую можно назвать: «Нам нужно восемь кораблей, и мы не будем ждать».
Это программа оказалась самой обширной годовой программой закладки капитальных артиллерийских кораблей — их общее стандартное водоизмещение составило 175 300 дл. тонн.
Обычно проект новых броненосных крейсеров воплощал в себе «крейсерскую версию броненосцев», а линейные крейсера были крейсерской версией дредноутов. Проект линейных крейсеров третьей серии (типа «Лайон») представлял собой «крейсерскую версию» супердредноута «Орион», хотя первоначально в начале 1909 года планировалось заложить крейсера, представляющие собой широко модернизированные крейсера типа «Индефатигебл».
Адмирал Фишер оставил пост Первого морского лорда в 1910 году, но, прежде чем уйти, он сделал следующий шаг. По его настоянию после нескольких серий дредноутов, вооружённых 305 мм орудиями, заложили первый супердредноут «Орион», нёсший десять 343 мм орудий. Для новых линейных кораблей потребовались их крейсерские варианты — линейные крейсера с новым калибром орудий, ими стали «Лайон», «Принсес Роял». «Куин Мери» стала «крейсерской версией» линкора «Кинг Джордж V».
Восемь кораблей программы 1909 года принадлежали к трём типам, из которых «Колоссус» и «Геркулес» практически повторяли «Нептун»; четыре корабля типа «Орион» были совершенно новым типом, а «Лайон» и «Принцесс Роял» вариантом «Ориона» для линейных крейсеров. То же общественное мнение вынудило Адмиралтейство разрабатывать новые корабли большего размера и мощности, чтобы достичь количественного и качественного превосходства над новейшими германскими дредноутами, находящимися в стадии проектирования.
Немецкие крейсера «Мольтке» и «Гёбен» были увеличенными кораблями типа «Фон дер Танн» с возвышенными кормовыми башнями и бортовым залпом из десяти 280 мм и шести 150 мм орудий, и имели 270 мм броневой пояс и 230 мм броневую защиту башен.
Однако эти детали ещё не известны в 1909 году. В Британии не были известны характеристики «Мольтке» — ему приписывались десять или двенадцать 11-дм орудий, расположенных, как на «Дредноуте», со 178-мм бронёй. В общем было принято считать, что он имеет приблизительно такие же скорость и защиту, как британские крейсера, и более многочисленные, но меньшие орудия главного калибра. И «Лайон» был спроектирован как ответ немцам. Увеличение скорости, бронирования и калибра пушек привело к 40-процентному увеличению водоизмещения по сравнению с «Индефатигеблом» и сделало их самыми большими военными кораблями в мире. Внешне они были похожи на первые супердредноуты серии 1910 года типа «Орион» (с главным калибром 13,5 дюймов). Они были первыми линейными крейсерами, оборудованными новейшими 13,5-дюймовыми пушками (343 мм) компании Виккерс. В конструкции этих линейных крейсеров были исправлены некоторые дефекты предыдущей серии, такие как расположение орудийных башен не эшелоном, из-за чего те не могли стрелять через палубу и чем ограничивался их сектор обстрела. Это было вызвано большими размерами и весом новых пушек, что делало размещение башен по борту нецелесообразным. Поэтому все четыре башни «Лайона» устанавливались в диаметральной плоскости, при этом башня Q устанавливалась у миделя. Главный инженер, проектировавший корабль — сэр Филипп Уоттс — предполагал возможность установки пятой башни, которая бы стреляла поверх кормовой башни, и для чего корабль следовало бы удлинить на три шпангоута (примерно на 4 метра) и стоило бы это очень немного — примерно 175 000 фунтов, но добавило бы кораблю 25 % огневой мощи. Но это решение не было применено, главным образом из-за сомнений в возможности его осуществления.

## Конструкция
Крейсера типа «Лайон» были заметно больше, чем крейсера предыдущей серии «Индефатигебл». Они имели общую длину 700 футов (213,4 метра), наибольшую ширину 88 футов 6,75 дюймов (27 метров), осадку при полном водоизмещении 32 фута 5 дюймов (9,9 метров). Водоизмещение нормальное 26 270 длинных тонн (26 690 тонн), полное 30 820 длинных тонн (31 310 тонн), на 8000 длинных тонн (8100 тонн) больше чем «Индефатигебл». Метацентрическая высота составляла 6 футов (1,8 метра) при полной загрузке (с нефтяным топливом).
Этот проект содержал три ошибки.
1. Отказ от башни «X» вместо башни «Q», с целью обеспечения места для дополнительных котлов, привёл к ограничению сектора обстрела до 120° с каждого борта, вместо 350°[ком. 3], который обеспечивался на кормовых курсовых углах[14].
2. Сохранение расположения мачт и дымовых труб, как на «Орионе», когда дымовая труба закрывала мостик и мачту, у которого только шесть котлов выходило в эту дымовую трубу, а на «Лайоне» их стало 14. Единственная причина для размещения мачты там, где должна была быть дымовая труба, на «Дредноуте», «Геркулесе», «Орионе» и «Лайоне» заключалась в том, чтобы сохранить её традиционное назначение как опоры для шлюпочной кран-балки: это позволяло сэкономить 60—80 тонн веса. На «Лайоне» нужно было разместить её впереди дымовой трубы, чтобы устранить неудобство от жары и дыма — эта проблема была ещё на «Дредноуте».
3. Мостик был размещён на крыше боевой рубки — в последний раз на британском военном корабле.

Все эти ошибки подтвердились во время предварительных испытаний, когда пост управления, расположенный на марсе, оказался непригодным, а опоры мачты так нагревались, что подниматься по ним было невозможно, когда корабль шёл на полном ходу.
Размещение жилых помещений на «Лайон» и «Принцесс Роял» было частичным возвратом к тому, которое было принято на «Дредноуте»: адмиральские и офицерские каюты располагались в носовой части вблизи мостика и боевых постов управления с кватердеком в середине корабля; команда размещалась на двух палубах ниже броневой палубы без иллюминаторов, за исключением нескольких старшинских кают-компаний в носовой и кормовой частях с правого борта. Такое расположение имело очевидные преимущества в военное время, но создавало большие неудобства экипажу — матросы были недовольны изменением традиционного расположения кватердека. На «Куин Мэри» вернулись к прежнему расположению, когда офицерские каюты находились в корме, а матросы — в носу.
|                                                         | «Инвинсибл»    | «Инвинсибл»    | «Индефатигебл» | «Индефатигебл» | «Лайон»      | «Лайон»      | «Орион»      | «Орион»      |
| ------------------------------------------------------- | -------------- | -------------- | -------------- | -------------- | ------------ | ------------ | ------------ | ------------ |
| Год закладки/ввода в строй                              | 1906/1908      | 1906/1908      | 1909/1911      | 1909/1911      | 1909/1912    | 1909/1912    | 1909/1912    | 1909/1912    |
| Мощность СУ, л. с. (скорость, узлы)                     | 41 000 (25)    | 41 000 (25)    | 44 000 (25)    | 44 000 (25)    | 70 000 (27)  | 70 000 (27)  | 27 000 (21)  | 27 000 (21)  |
| Размерения                                              | 172,8×23,9×8,0 | 172,8×23,9×8,0 | 179,8×24,4×8,1 | 179,8×24,4×8,1 | 213,4×27×8,4 | 213,4×27×8,4 | 177,1×27×8,4 | 177,1×27×8,4 |
| Весовая сводка, в процентах к нормальному водоизмещению |                |                |                |                |              |              |              |              |
| Расчёт по британской системе                            |                |                |                |                |              |              |              |              |
| Корпус и судовые механизмы                              | 6200           | 35,94 %        | 7000           | 37,4 %         | 9660         | 36,5 %       | 7950         | 35,3 %       |
| Бронирование                                            | 3460           | 20,06 %        | 3735           | 19,9 %         | 6400         | 24,2 %       | 6460         | 28,7 %       |
| Энергетическая установка                                | 3390           | 19,65 %        | 3655           | 19,5 %         | 5290         | 20,0 %       | 2420         | 10,8 %       |
| Вооружение с башнями                                    | 2440           | 14,14 %        | 2580           | 13,8 %         | 3220         | 12,1 %       | 4000         | 17,8 %       |
| Топливо                                                 | 1000           | 5,8 %          | 1000           | 5,3 %          | 1000         | 3,8 %        | 900          | 4,0 %        |
| Команда и провизия                                      | 660            | 3,83 %         | 680            | 3,6 %          | 805          | 3,0 %        | 670          | 3,0 %        |
| Запас водоизмещения                                     | 100            | 0,58 %         | 100            | 0,53 %         | 100          | 0,4 %        | 100          | 0,4 %        |
| ИТОГО                                                   | 17 250         | 100 %          | 18 750         | 100 %          | 26 475       | 100 %        | 22 500       | 100 %        |

### Корпус
«Лайон» имел корпус с развитым полубаком, идущим до грот-мачты. Форштевень остался всё таким же выступающим, хотя не имел ярко выраженного таранного профиля. Высота надводного борта при нормальном водоизмещении носовой оконечности 9,14 м, на миделе 7,62 м и в корме 5,79 м. Общая высота борта в районе миделя от киля до спардека 16,15 м, что было на 1,3 м больше, чем у «Индефатигейбла». Отношение L/B=7,9, против 7,37 у «Индефатигейбла» и 6,95 у «Зейдлица». При полном водоизмещении увеличению осадки на 1 см соответствовало увеличение водоизмещения на 38,6 т.
Корпус был разделён водонепроницаемыми переборками на 22 отсека. Двойное дно простиралось на 76 % длины корабля. Способ силовых связей корпуса — смешанный.
Вычисленная метацентрическая высота в полном грузу (без запаса нефти) 1,52 м (для «Индефатигейбла» 1,19 м). Реально для «Лайона» 1,53 м, для «Принсес Роял» 1,54 м.
Корабли обладали хорошими мореходными и ходовыми качествами — легко и спокойно удерживали курс. Период бортовой качки составлял 12 секунд. Для уменьшения качки установили скуловые кили. Корма имела длинный подзор, где установили два параллельных балансирных руля, подвешенные без опорных пят и кронштейнов. Линейные крейсера типа «Лайон» были поворотливыми кораблями с довольно небольшим тактическим радиусом циркуляции. В то же время ими трудно было управлять при движении кормой вперёд.
Каждый крейсер оснащался одним паровым полубаркасом длиной 15,2 м, одним парусным полубаркасом длиной 11 м, одним баркасом , 4 спасательными катерами: три длиной 10,4 м, один длиной 9,14 м, 2 гичками длиной 9,14 м, 3 вельботами и одним динги длиной 4,9 м.
Крейсера имели три 6,35-тонных адмиралтейских бесштоковых якоря, один 2,13-тонный якорь без штока и четыре 0,254-тонных (стоп-анкер и верп).

### Силовая установка
Крейсера типа «Лайон» оснащались 42 водотрубными котлами типа Ярроу с трубками большого диаметра. Они были установлены в семи котельных отделениях, по шесть котлов в каждом. Рабочее давление пара — 16,5 кГс/см². Каждый котёл оснащался тремя форсунками для сжигания нефти с максимальным расходом 136 кг/час на форсунку. Котлы также оборудовались устройством форсированной тяги по системе закрытых кочегарок. Первая группа котельных отделений, с № 1 по № 5 располагалась между башнями «Р» и «Q» и имела общую длину в 42 м. В котельном отделении № 1, длиной 10,4 м, котлы размещались по оси симметрии корабля. Котельные отделения № 2 — № 5, каждое длиной по 15,8 метра, располагались в две линии по правому и левому борту. Первые 16 котлов выводились в носовую трубу, остальные — в среднюю. Вторая группа котельных отделений вместе с машинными отделениями находилась после башни «Q». Котлы из них выходили на кормовую дымовую трубу.
Главная силовая установка состояла из двух комплектов турбин Парсонса с прямым приводом на четыре трехлопастных винта. Машинные отделения располагались побортно между башнями «Q» и «X», занимая длину 18,9 м. В каждый комплект входили разделённые между собой турбины высокого давления переднего и заднего хода с приводом на внешние валы. Турбина переднего хода включала в себя ступень крейсерского хода, пар на которую подавался только на экономичных ходах. Также в каждый комплект входили объединённые между собой турбины низкого давления переднего и заднего хода, вращавшие внутренние валы. Винты были изготовлены из марганцовистой бронзы. Внутренние винты размещались на 6 м ближе к корме, чем наружные. Все они вращались наружу при переднем ходе корабля. Внешняя пара винтов имела диаметр 3,56 м, а внутренняя — 3,73 м.
За машинными отделениями располагались два 15,2-м отделения главных конденсаторов. В каждом располагалось по два конденсатора-холодильника с центробежными помпами, двумя отдельными воздушными насосами и другими механизмами.
В каждом из семи котельных отделений находилось по две помпы — основной и вспомогательной — и паровые воздушные компрессоры для чистки трубок и для подвода воздуха над топками. Каждый котёл оснащался отдельным вентилятором для тяги. Общая длина машинных и конденсаторных отделений составляла 34,1 м. Машинные отделения занимали площадь 650 м², а котельные — 1170  м²
Турбины проектировались в расчёте на мощность 70 000 лошадиных сил (52 199 кВт), но во время ходовых испытаний была достигнута мощность более чем 76 000 лошадиных сил (56 673 кВт). Однако на испытаниях «Лайон» не превысил своей проектной скорости 28 узлов (52 км/ч, 32 миль/ч), достигнув 27,62 узла (испытания проводились на мерной миле в Полперро), а «Принсесс Ройял» достигла 28,5 узла. В Полперро «Принсесс Ройял» развила только 28,06 узла при мощности 96 240 л. с. В Совете Адмиралтейства ожидали, что корабли разовьют скорость 29 узлов. Аргументы типа того, что эта цифра могла быть выше, если бы погода стояла лучше, или, если бы он проходил испытания где-нибудь ещё, а не в Полперро, где глубина была всего 44 м, не могут оправдать того факта, что крейсера должны были развить более высокую скорость.
Полный запас топлива: 3500 длинных тонн (3556 тонны) угля и 1135 длинных тонн (1153 тонны) топливной нефти, которую впрыскивали в котлы для ускорения горения угля. При полном запасе топлива дальность плавания составляла 5610 морских миль (10 390 км; 6460 миль) экономическим ходом 10 узлов.

### Вооружение

#### Артиллерийское вооружение
Крейсера типа «Лайон» оснащались восемью 13,5-дюймовыми пушками BL Mark V главного калибра в четырёх двухорудийных башнях с гидроприводами, обозначенных A, B, Q и Y по порядку с носа. Две носовые и кормовая башни имели сектор обстрела 300°, средняя башня Q 240°. Пушки имели угол снижения 3° и 20° возвышения, но первое время дальномеры, управляющие башнями, ограничивали подъём углом 15,35°(15°21′) (что обеспечивало дальность стрельбы 18 700 м), и только перед Ютландской битвой в них были установлены новые призмы для измерения разности настоящего и упреждённого углов места, которые позволяли использовать весь угол подъёма. У всех башен зарядные погреба размещались над снарядными. Они стреляли 1250-фунтовыми (567 кг) снарядами с дульной скоростью 2582 футов/с (787 м/с), при угле подъёма 14,75° максимальная дальность стрельбы составляла 20 000 ярдов (18 288 м) при стрельбе бронебойными снарядами. При угле подъёма 20° максимальная дальность возрастала до 23 820 ярдов (21 781 м). На дальности 10 000 ярдов (9144 м) бронепробиваемость составляла 310 мм по вертикальной плите из крупповской брони. Скорострельность этих пушек составляла 1,5-2 выстрела в минуту. У 343 мм орудий вес снаряда оказался почти на 50 % больше 305 мм, а пробиваемость на дистанции 4500 м (24 кабельтова) на 25 % больше. Вес бортового залпа увеличился почти вдвое (4540 кг против 2361 кг). Не было неожиданностью заметное увеличение силы разрыва снаряда. В мирное время боекомплект состоял из 640 снарядов для орудий главного калибра или 80 (24 бронебойных, 28 полубронебойных, 28 фугасных и 6 шрапнельных) снарядов на ствол. Боезапас корабля в военное время — 880 снарядов и метательных зарядов, то есть по 110 снарядов на ствол.
Орудия вспомогательного калибра — шестнадцать 4-дюймовых (102 мм) пушек BL Mark VII, большинство которых располагались в казематах. Восемь из них разместили в передней надстройке, восемь в задней и довольно удачно. Они имели высокорасположенный пункт управления стрельбой и хорошо спланированную концентрацию огня. Эти пушки на лафетах PII (на «Принсес Роял») или PIV (на «Лайоне») имели максимальный угол подъёма ствола в 15°, и стреляли 31-фунтовыми (14,1 кг) снарядами с дульной скоростью 2864 футов/с (873 м/с) и имели максимальную дальность 11 600 ярдов (10 600 м). Скорострельность составляла 6—8 выстрелов в минуту, боезапас — 150 снарядов на ствол.
Первоначально крейсера типа «Лайон» не оснащались зенитной артиллерией, но некоторые зенитные пушки на них были установлены на протяжении войны. Одними из них были 6-фунтовые пушки Гочкисса QF 6-pounder на лафетах HA Mk Ic, с углом склонения ствола 8° и углом подъёма 60°. Они стреляли 6-фунтовыми (2,7 кг) снарядами с дульной скоростью 1765 футов/с. (538 м/с) со скорострельностью 20 выстрелов в минуту. Максимальная дальнобойность составляла 10 000 футов (3048 метров), но эффективная дальность стрельбы составляла всего 1200 ярдов (1097 метров). Также корабль оснастили 3-дюймовыми (76 мм) зенитными пушками QF 3 inch 20 cwt[a] на лафетах Mk II с высоким углом подъёма — до 90 градусов. Они стреляли 12,5-фунтовыми (5,7 кг) снарядами с дульной скоростью 2500 футов/с (760 м/с) со скорострельностью 12—14 выстрелов в минуту. Максимальная дальность этих пушек составляла 23 500 футов (7200 м).
На «Принсесс Ройял» в апреле 1917 года установили две 4-дюймовые зенитные пушки Mark VII на лафетах HA Mk II с максимальным углом подъёма 60 градусов, и пару одноствольных 2-pdr MK II «пом-помов» в апреле 1919 года. Они стреляли 40-мм (1,6 дюймов) снарядами весом 2 фунта (900 г) с дульной скоростью 1920 футов/с. (590 м/с) и имели максимальную эффективность на дистанции 1200 ярдов (1097 метров). Практическая скорострельность «пом-помов» составляла 50-75 выстрелов в минуту.
| Орудие                                 | 13.5"/45 Mark V(L)                               | 4"/50 BL Mark VII | 4"/50 BL Mark VII | 3"/45 20cwt QF HA Mark I | 47-мм Гочкиса |
| -------------------------------------- | ------------------------------------------------ | ----------------- | ----------------- | ------------------------ | ------------- |
| Год разработки                         | 1909                                             | 1904              | 1904              | 1910                     | 1885          |
| Калибр, мм                             | 343                                              | 102               | 102               | 76                       | 47            |
| Длина ствола, калибров                 | 45                                               | 50                | 50                | 45                       | 40            |
| Масса орудия, кг                       | 76 102                                           | 2126              | 2126              | 1020                     | 240           |
| Скорострельность, в/мин                | 1,5-2                                            | 6—8               | 6—8               | 12—14                    | 20            |
| Установка                              | B Mark II                                        | PIV               | HA Mark II        | ?                        | ?             |
| Углы склонения                         | −3°/+20°                                         | −10°/+15°         | −10°/+60°         | −10°/+90°                | /+60°?        |
| Тип заряжания                          | картузное                                        | картузное         | картузное         | унитарное                | унитарное     |
| Тип снаряда                            | Light бронебойный Mark IIa , Mark IVa (Greenboy) | фугасный          | шрапнельный?      |                          | фугасный      |
| Вес снаряда, кг                        | 574,5, 570,2(Greenboy)                           | 14,06             | 14,06             | 5,67                     | 1,5           |
| Вес и тип метательного заряда          | 133 кг MD45                                      | 4,3 кг MD16       | 2,7 кг MD8        | 0,96 кг MD               | 0,24 кг MD    |
| Начальная скорость, м/с                | 787                                              | 873               | 732               | 762                      | 574           |
| Максимальная дальность, м              | 21 780                                           | 10 610            |                   |                          |               |
| Досягаемость по высоте максимальная, м | —                                                | —                 | ?                 | 11 340                   | 3000          |
| Эффективная, м                         | —                                                | —                 | ?                 | 7160                     | 1100          |

В начале 1910 года Джон Джеллико, Третий морской лорд (начальник кораблестроения и вооружения флота), начал опыты по обстрелу 305 мм бронебойными снарядами, который производился под различными углами встречи по современным броневым конструкциям, установленным на старом викторианском броненосце «Edinburgh». Снаряды оказались малоэффективными. Это вынудило Джеллико требовать создания нового, более мощного и тяжёлого бронебойного снаряда, который взорвётся после того, как пробьёт броню, даже если попадёт под сильным наклоном. Применяемый же флотом 305 мм снаряд при попадании под сильным наклоном раскалывался на части. Но по мнению «Артиллерийской комиссии» снаряд, который пробивает броню под нормальным углом, пробьёт её и при попадании под косым углом. На этом основании опыты продолжать не стали.
К тому же Джеллико, который был движущей силой в этом вопросе, покинул Адмиралтейство. Больше этой проблемой никто не хотел заниматься и все работы вскоре прекратились. Так британский флот упустил возможность устранить недостатки в устройстве бронебойных снарядов ещё до начала Первой мировой войны.
Очевидность необходимости немедленного решения этой проблемы встала после Ютландского боя. Британские моряки отмечали, что значительная часть снарядов взрывались при ударе, не проникая сквозь броню. Создавалось довольно яркое зрелище, но производимое им действие не было эффективно, поскольку взрыв происходил снаружи от забронированных помещений. Причина была наконечнике снаряда, который не приспособлен для косого удара, и то, что британские снаряды имели слишком чувствительный лиддитный заряд. К огорчению для англичан, немецкие бронебойные снаряды не обладали этим недостатком, они имели взрыватель замедленного действия и тротиловый заряд. Учитывая это, Джеллико в июле 1916 года предложил использовать в английских снарядах тротил и взрыватель, копирующий немецкую конструкцию. В Адмиралтействе не считали существующие снаряды плохими, и поэтому проблема не воспринималась настолько серьёзно.
Положение изменилось, когда в декабре 1916 года Джеллико занял пост Первого морского Лорда. Под руководством Хейнеса (Начальник управления морских вооружений) были испытаны бронебойные снаряды калибров 381 мм, 343 мм и 305 мм состоявшие на вооружении. Испытания проходили таким образом, чтобы скорость снарядов и угол встречи с бронёй соответствовали реальным на боевых дистанциях. Результаты оказались не удовлетворительными. Почти все снаряды, включая 381 мм раскололись при ударе о плиты. Необходимость принятия срочных мер не вызывало сомнения.
В марте 1917 года «Артиллерийская комиссия» рассмотрела 15 новых вариантов конструкции бронебойного снаряда (англ. APC— Armour-Piercing Capped). Через два месяца фирмы «Vickers», «Hadfield» и «Firth» получили заказы на специальные опытные снаряды. В отличие от старого образца снаряда, имевшего мягкий бронебойный наконечник весом от 3,7 до 9 % веса снаряда, новый опытный снаряд получил закалённый бронебойный наконечник с относительным весом 11—12 %. Содержание взрывчатого вещества снаряда было сокращено до 2—2,5 % от общего веса, вместо 3 % и более у старого образца. Однако проведённые испытания показали, что уменьшать содержание взрывчатого вещества до 2 % излишне, поэтому его масса составила 2,5 %.
16 июля 1917 года конструкция нового снаряда принята Адмиралтейством, хотя полигонные испытания ещё шли. К августу 1917 года получены результаты, которые удовлетворили Адмиралтейство. Параллельно были разработаны требования по приёмке новых снарядов от заводов-изготовителей, в основу которых, положен выборочный расстрел броневых плит снарядами. С этого момента приёмка снарядов проводилась только в соответствии с этими положениями.
В то же время «Hadfield» и «Firth» предложили оснастить бронебойные снаряды старого образца наконечниками собственной конструкции. Испытания продолжались до 3 августа, однако результаты оказались неудовлетворительными.
Новые снаряды заказали на оружейных заводах «Hadfield», «Firth», «Vickers», «Elswick» и «Cammell».
Первого успеха добился завод фирмы «Виккерс» в начале 1918 года. 27 февраля комиссия приняла первую партию 343 мм бронебойных снарядов, выдержавших всю программу испытаний, в том числе и полигонные. До 18 мая комиссия приняла всего 4000 снарядов, а к концу войны Гранд Флиту с оружейных заводов поставили около 12 000 снарядов крупных калибров.

#### Торпедное вооружение
На траверзах каждого крейсера устанавливались два 21-дюймовых (533 мм) подводных торпедных аппарата. Крейсера оснащались торпедами Fourteen Mark II с боеголовками, содержащими 515 фунтов (234 кг) тротила. Торпеды имели две скоростные настройки, определявшие дистанцию их действия: со скоростью 45 узлов они имели дальность 4500 ярдов (4115 м), со скоростью 31 узел — 10 750 ярдов (9830 м).

### Управление огнём
Главный калибр крейсеров типа «Лайон» управлялся из ходовой рубки. Данные с 9-футового (2,7 м) дальномера Арго, установленного на крыше ходовой рубки, попадали на стол управления огнём Дрейера Mk I, расположенный в передаточной станции под ходовой рубкой, где они преобразовывались в дистанцию и угол горизонтальной наводки для использования в пушках. Данные цели также графически отображались на планшетном графопостроителе, чтобы помочь артиллерийскому офицеру вычислять упреждение движущейся цели. Башни B и X оснащались 9-футовыми дальномерами, установленными как вспомогательные средства управления огнём.
Технология управления огнём сильно развилась за годы, предшествовавшие Первой мировой войне, и главным её достижением стало развитие приборов управления артиллерийским огнём. Система управления огнём состояла из поста управления артиллерийским огнём, установленного на мачте корабля, от которого по проводам данные передавались в башни наводчикам, руководившими действиями расчётов башен. Офицер на посту управления артиллерийским огнём давал команду орудиям стрелять залпом, что облегчало ориентирование по всплескам снарядов и минимизировало их разброс. «Лайон» получил такую систему в начале 1915 года в то время, когда он проходил ремонт после битвы на Доггер-банке, а на «Принсесс Ройял» её установили в начале 1916 года. В 1918 году каждый корабль оснастили дублирующим постом приборов управления артиллерийским огнём.

### Бронирование
Броня на крейсерах типа «Лайон» была более толстой, чем на «Индефатигеблах».
Броневой пояс «Лайона» в районе ватерлинии состоял из 9-дюймовой (229 мм) крупповской брони, в то время как на «Индефатигебле» он был 6-дюймовым (152 мм). Броневой пояс стал толще на 3 дюйма, но только в средней части корабля — в носу и корме его не усиливали. В дополнение был установлен верхний броневой пояс толщиной 6 дюймов по всей длине корабля до крайних башен и 5 дюймов (127 мм) на носу и корме. В начале и конце бронированной цитадели находились четырёхдюймовые (102 мм) перегородки.
Для защиты палуб корабля использовалась броня из никелевой стали. Нижняя броневая палуба имела толщину 1 дюйм (25 мм) в цитадели и 2,5 дюймов (64 мм) вне цитадели, верхняя броневая палуба, находящаяся над броневым поясом, также была толщиной 1 дюйм. Баковая палуба имела толщину 1,5 дюйма (38 мм).
Лоб и боковые стенки башен главного калибра имели толщину 229 мм, задняя стенка — 203 мм. Наклонная часть крыши была 82-мм толщины, задняя горизонтальная часть — 64-мм.
Барбеты также защищались 9-дюймовой бронёй поверх палубы, 8-дюймовой бронёй (203 мм) над верхней броневой палубой и 3-дюймовой бронёй под ней. Боевая рубка защищалась 10-дюймовыми (254 мм) стенками и 3-дюймовой крышей.
Сплошной противоторпедной переборки не было. Погреба боезапаса башен «А», «В» и «Y» имели защиту в виде левого и правого 38—64 мм продольных бронированных экранов. Башня «Q» имела близко расположенный к правому борту корпуса 64 мм продольный бронированный экран и более удалённый от левого борта 38 мм продольный бронированный экран. Каналы дымовых труб защищались противоосколочной бронёй из никелевой стали: горизонтальной толщиной 1,5 дюйма и вертикальной 1 дюйм между верхней и баковой броневыми палубами. После Ютландской битвы, где выяснилась уязвимость корабля от навесного огня, броня корабля была усилена на 1 дюйм на крышах башен и на венцах снарядных погребов, при этом водоизмещение корабля увеличилось на 130 длинных тонн (132 т.).

## Постройка
Постройку крейсеров заказали в октябре 1909 года. Линейный крейсер «Лайон» заложили 29 сентября (по другим источникам 29 ноября) 1909 года на казённой верфи в Девонпорте. Изготовлением энергетической установки занималась частная верфь «Виккерс» из Барроу-на-Фирнессе, Бирмингем. Крейсер был спущен на воду 6 августа 1910 года. Водоизмещение при спуске на воду составляло 8535 дл. т, из них корпус приходилось 7845 дл. т. Постройку закончили 4 июня 1912 года. Стапельный период постройки составлял чуть больше восьми месяцев, достройка на плаву заняла 22 месяца. Всего постройка заняла 30 месяцев. В январе 1912 года начались испытания корабля.
Стоимость строительства «Лайона» составляла 1 965 699 фунтов стерлингов (18 674 140 рублей золотом). Изготовление орудий обошлось ещё в 118 300 фунтов стерлингов (1 123 850 рублей золотом). Всего корабль стоил 2 083 999 £ (19 797 990 рублей золотом) или 79,3 £ за тонну нормального водоизмещения. Эти линейные крейсера стали первыми британскими кораблями, стоимость которых превысила два миллиона фунтов стерлингов за корабль. Правда стоимость постройки «Лайона» за тонну нормального водоизмещения по сравнению с «Инвинсиблом» была меньше на 22,6 %. Экипаж согласно штатному расписанию состоял из 907 человек, по штату 1910 года — из 984, в 1912 году насчитывал 1000, в 1915 г. — 1092, в Ютландском бою на крейсере находилось 1264 человека. Первым командиром корабля стал кэптен Даффи.
Согласно первоначальному проекту, на «Лайоне» устанавливалась крупная треногая фок-мачта. Когда «Лайон» впервые вышел с судостроительной верфи в Девонпорте, он имел именно такую треногую фок-мачту за передней дымовой трубой, которая была на 2,5 м выше труб. Расстояние от поста наблюдения и корректировки стрельбы на марсе фок-мачты до среза передней дымовой трубы составляло 12 м — как на «Колоссусах» и новых линкорах типа «Орион». Треногая фок-мачта нависала над передней дымовой трубой, но если у «Орионов» только шесть котлов задействовано на эту дымовую трубу, на «Лайоне» их стало 14. И если на фок-мачте линейных кораблей дым и копоть от передней дымовой трубы ещё можно было терпеть, то у «Лайона» температура выходящих из этой трубы дыма и пара достигала 550 °, делая пост корректировщиков сущим адом. Штурманская рубка находилась в неудобном месте — непосредственно над боевой рубкой. Британский специалист по артиллерии адмирал Перси Скотт представил рекомендации по переделке фок-мачты и передней дымовой трубы из-за дыма, создававшего помехи находящемуся на фор-марсе посту наблюдения и корректировки стрельбы. Всё это проигнорировал Совет Адмиралтейства, в котором считали обоснованной установку дымовой трубы перед фок-мачтой потому, что это позволяло использовать грузовые стрелы для спуска и подъёма катеров и шлюпок. «Лайон» достроили по первоначальному проекту, но в январе 1912 года во время предварительных ходовых испытаний жар и дым из раскалённых двух передних дымовых труб сделали фор-марс с постом наблюдения и корректировки стрельбы бесполезными, сильно нагревая дальномер на марсе и компас на ходовом мостике. На полной мощности, опоры треногой фок-мачты нагрелись да такой степени, что личный состав корректировочного поста на марсе не смог спуститься вниз.
По результатам испытаний сделаны выводы о том, что возможность наблюдения и корректировки стрельбы с марса фок-мачты во время боя будет невозможной, потому что при работе всех котлов экипаж поста управления стрельбой центральной наводки на фор-марсе либо задохнётся от дыма, либо сгорит. Командно-дальномерный пункт, расположенный в верхней задней части боевой рубки, тоже нагревался до температуры всего на 5 градусов меньше, а из-за дыма компас на мостике был закопчён, что в боевых условиях недопустимо.
В результате этих обстоятельств в феврале 1912 года новый первый морской лорд Адмиралтейства Уинстон Черчилль приказал на «Лайоне» установить фок-мачту перед передней дымовой трубой, заменив треногую на полую шестовую. Стоимость переделки «Лайона» и ещё незаконченного «Принсесс Ройял» составляла 60 170 фунтов стерлингов, куда вошла и стоимость переоборудования передней боевой рубки, а также монтаж в ней новых навигационных приборов. Передняя дымовая труба была перенесена на место мачты, высота остальных труб была также увеличена на 2,5 м, командно-дальномерный пункт был перенесён, боевая рубка увеличена, 9-футовый дальномер «Арго» был перенесён на крышу боевой рубки. Две четырёхдюймовые пушки, установленные над передней группой казематов, были перенесены в казематы для защиты их обслуги от непогоды и вражеских снарядов.
| Название         | Производитель    | Силовая установка                | Заложен             | Спущен на воду    | Принят в строй | Цена согласно | Цена согласно |
| Название         | Производитель    | Силовая установка                | Заложен             | Спущен на воду    | Принят в строй | BNA (1914).   | Паркса.       |
| ---------------- | ---------------- | -------------------------------- | ------------------- | ----------------- | -------------- | ------------- | ------------- |
| «Лайон»          | Верфь Девонпорта | котлы Виккерса, турбины Парсонса | 29 сентября 1909 г. | 6 мая 1910 г.     | Май 1912 г.    | £2,086,458 *  | £2,086,458 ** |
| «Принсесс Ройял» | Виккерс, Барроу  | котлы Виккерса, турбины Парсонса | 2 мая 1910 г.       | 24 апреля 1911 г. | ноябрь 1912 г. | £2,092,214 *  | £2,089,178 ** |

* = общая стоимость, включая артиллерию
** = включая артиллерию

## Модернизации
Из-за возросшего веса поста управления артиллерийским огнём, вызванного установкой нового оборудования, шестовая фок-мачта была заменена на треногую после 1916 года. В 1917 году «Лайон» и «Принсесс Ройял» были оборудованы прожекторными площадками на второй трубе и грот-мачте, для чего пришлось убрать два 102-мм орудия. В начале 1918 года оба корабля были оборудованы стартовыми платформами на башнях Q и X для самолётов Sopwith Pup и Sopwith 1½ Strutter. «Лайон» также был оборудован постом управления торпедными аппаратами в конце баковой надстройки.

## Служба

### До войны
Сразу после принятия в строй «Лайон» и «Принсесс Ройял» были приписаны к 1-й эскадре крейсеров, которая в январе 1913 года была переименована в 1-ю эскадру линейных крейсеров (BCS), и «Лайон» стал её флагманом. 1 марта 1913 года к командованию эскадрой приступил адмирал Дэвид Битти, поднявший свой флаг на «Лайоне». В начале 1914 г. соединение в составе «Лайона», «Принсес Ройял», «Куин Мэри» и «Нью Зиланд» направилось в Брест для налаживания взаимодействия английских и французских морских сил в случае войны.
В июле ситуация в Европе продолжала накаляться. Австро-сербские переговоры окончательно зашли в тупик, и в воздухе запахло войной. 15 июля начался плановый призыв резервистов для укомплектования кораблей британского флота по табелям военного времени. 26 июля Черчилль на свой страх и риск издал приказ об отмене мобилизации. Ранним утром 29 июля 1-й флот, почти целиком состоящий из современных дредноутов, вместе с 4 линейными крейсерами Битти вышел из Портленда и направился в Скапа-Флоу. Во время войны эти корабли стали основной ударной силой Гранд Флита, главной задачей их стало удержание господства в Северном море. Эскадра Битти прибыла в Скапа-Флоу 31 июля, имея в своём составе «Лайон», «Принцесс Ройял», «Нью Зиланд» и «Инвинсибл», вскоре к ним присоединилась «Куин Мэри».

### Первая мировая война

#### Битва в Гельголандской бухте
Первый бой «Лайон» принял как флагман эскадры линейных крейсеров под командованием адмирала Дэвида Битти 28 августа 1914 года в Битве в Гельголандской бухте. Корабли Битти использовались как огневая поддержка английских лёгких крейсеров и эсминцев возле берегов Германии на случай появления в бою тяжёлых кораблей Флота Открытого моря. Они повернули на юг на полном ходу в 11:35 в тот момент, когда английские лёгкие крейсера и эсминцы, связанные боем, стали терпеть поражение, а прилив означал, что скоро германские тяжёлые корабли смогут покинуть базу и выйти из устья реки Яде. Новейший лёгкий крейсер «Аретьюза» был тяжело повреждён ранее в ходе битвы, и попал под огонь немецких лёгких крейсеров «Страсбург» и «Кёльн», когда в 12:37 из тумана вышел строй линейных крейсеров Битти. «Страсбург» сразу же развернулся и исчез в тумане, а «Кёльн» был расстрелян залпами всей эскадры. В этот момент по ходу линейных крейсеров из тумана вынырнул бронепалубный крейсер «Ариадне», и эскадра ринулась преследовать его. С дистанции 6000 ярдов стремя залпами «Ариадне» был превращён в пылающие обломки. В 13:10 Битти подал сигнал к отступлению, и эскадра повернула на север. По пути назад «Лайон» наткнулся на повреждённый и потерявший ход «Кёльн», и добил его двумя прицельными залпами.
После битвы «Принсесс Ройял» был выведен из 1-й эскадры линейных крейсеров и 28 сентября отплыл в Кромарти для встречи конвоя транспортов с канадской пехотой, прибывающих в Англию; 26 октября он вернулся в эскадру.
1 ноября 1914 года в битве при Коронеле германской Восточно-азиатской эскадрой адмирала Максимилиана фон Шпее была уничтожена английская эскадра Вест-Индии адмирала Кристофера Крэддока. Через несколько дней «Принсесс Ройял» отправился в Северную Атлантику для поддержки Карибской эскадры, занимавшейся поиском немцев. 21 ноября он прибыл в Галифакс, затем прошёл вдоль Нью-Йорка в Карибское море для того, чтобы не дать возможность эскадре графа Шпее пройти через Панамский канал и уничтожить всё судоходство в Карибском море. После битвы у Фолклендских островов 7 декабря 1914 года, в которой немецкая эскадра была потоплена, 19 декабря «Принсесс Ройял» отплыл из Кингстона в Англию.

#### Рейд на Скарборо
Немецкий флот принял стратегию обстрела английских городов у берегов Северного моря с целью выманить отдельные подразделения Королевского флота и уничтожить их. Набег на Ярмут 3 ноября 1914 года достиг частичного успеха, и адмирал Франц фон Хиппер задумал более масштабную операцию. Линейные крейсера должны были произвести обстрел, а линейный флот находиться на Доггер-банке для того, чтобы прикрыть их возвращение и уничтожить корабли Королевского флота, которые погонятся за ними.
Но немцы не знали, что английская разведка уже расшифровала немецкие переговоры. Первым успехом стало обнаружение выхода в море эскадры Хиппера 15 декабря 1914 г. Однако, военно-морская разведка не могла предположить, что Хиппер решится на нападение на прибрежные города, и, что самое главное, англичане не знали, что дредноуты тоже вышли в море. Британское Адмиралтейство исходило из предположения, что немецкие корабли, выйдя из своей базы 15-го утром, 16-го утром будут у побережья Англии, а вернутся обратно в тот же день вечером. В результате на охоту за эскадрой Хиппера вышли: 4 линейных крейсера Битти и 3-я эскадра крейсеров контр-адмирала Уильяма Пэкинхема, а из Скапа-Флоу — 2-я эскадра линейных кораблей типа «Орион» вице-адмирала Джорджа Уоррендера и эсминцы с лёгкими крейсерами Уильяма Гуденафа. Уоррендер поставил своим кораблям задачу к рассвету 16 декабря прибыть к точке рандеву у юго-восточного края Доггер-банки и там постараться перехватить Хиппера, когда тот будет на обратном пути.
Эскадры дредноутов двинулись навстречу друг другу. В 5:15 утра английские эсминцы, шедшие далеко впереди колонны дредноутов, натолкнулись на германский миноносец V-155, шедший в авангарде немецкого флота. В сплошной темноте, последовал беспорядочный бой между английскими и германскими крейсерами и эсминцами, длившийся около двух часов. Англичане и не подозревали, что бьются с авангардом Флота Открытого моря, который в окружении 8 лёгких крейсеров и 54 миноносцев подходил к Доггер-банке с юга. Если бы два флота продолжали движение теми же курсами ещё час — то у немцев был бы реальный шанс потопить английское соединение и тем уравнять шансы войны на море. Но у немецкого командующего Фридриха фон Ингеноля сдали нервы — услышав во тьме грохот боя впереди, он не решился ввести весь флот в бой с неизвестным ему противником, и в 5:30 флагман отдал приказ повернуть на юго-восток. Дредноуты развернулись один за другим, и в течение 40 минут два флота следовали почти параллельными курсами, не подозревая об опасной близости друг друга. В 6:20 по команде флагмана Флот Открытого моря свернул ещё восточнее и прибавил ход, тем самым оторвавшись от англичан. Этим решением Хиппер был брошен на произвол судьбы.
Тем временем линкоры Уоррендера следовали своим курсом к запланированному месту рандеву, куда и прибыли в точно назначенное время — в 7:17. Линейные крейсера некоторое время гонялись за немецкими эсминцами, но в 8:05 Битти оставил преследование и вернулся к эскадре дредноутов. Тем временем германские крейсера быстро приближались к английскому берегу. Из-за сильного волнения Хиппер отослал назад все лёгкие корабли, кроме «Кольберга». На траверзе Уитби немецкие силы разделились: «Зейдлиц», «Мольтке» и «Блюхер» в 8:00 атаковали Хартлпул, обстреливая его в течение 50 минут. Одновременно «Дерфлингер», «Фон дер Танн» и «Кольберг» расстреляли порты Скарборо и Уитби. Затем немецкая эскадра развернулась и двинулась к берегам Германии.
В 9:00 Битти получил радиограмму из Скарборо о бомбардировке.
Его крейсера обогнули Юго-Западную часть Доггер-банки и двинулись на запад для блокировки прохода к английским берегам сквозь минные заграждения. В это же время линкоры Уоррендера двигались южнее, и это создало между ними 15-мильный коридор, сквозь который начали двигаться германские лёгкие крейсера. Но после 11:00 начался шторм с дождём и мокрым снегом, видимость сократилась до 1 мили. В 12:25 лёгкий крейсер «Саутгемптон» заметил немецкий лёгкий крейсер «Штральзунд» и доложил об этом Битти. Тот решил, что этот корабль — часть завесы лёгких крейсеров, и неподалёку находятся линейные крейсера немцев, и подал сигнал преследовать их. Но из-за плохой погоды сигнал не был принят правильно, и лёгкие крейсера дали немцам отойти. И точно так же, как утром темнота спасла Уоррендера и Битти, теперь метель и шторм спасли Хиппера. В 15:45 Уоррендер и Битти осознали, что шанс ими упущен, и прекратили поиск.

#### Битва на Доггер-банке
23 января 1915 года эскадра немецких линейных крейсеров под командованием адмирала Франца фон Хиппера направилась в район Доггер-банки для уничтожения разведывательных кораблей, собиравших там сведения о передвижении германского флота. Английская разведка оказалась на высоте, кодированное сообщение о немецких планах было расшифровано, и навстречу немцам была отправлена более сильная эскадра адмирала Дэвида Битти. Утром, в 7:20, английский лёгкий крейсер «Аретьюза» заметил немецкий лёгкий крейсер «Кольберг», а в 7:35 немцы заметили корабли Битти, и Хиппер распорядился повернуть на юг и дать скорость 20 узлов, чтобы уйти от замеченных им английских кораблей. Битти, заметив это, приказал развить всю возможную скорость, чтобы не дать немцам уйти. Наиболее быстроходные крейсера — «Лайон», «Принсесс Ройял» и «Тайгер» — вырвались вперёд на ходу 27 узлов, и в 8:52 «Лайон» открыл огонь с дистанции 20 000 ярдов (18 288 м), а через несколько минут открыли огонь остальные. Так как видимость была плохой, а дистанция предельной, то первое попадание произошло только в 9:09 в концевой корабль немецкой эскадры — «Блюхер». Когда дистанция сократилась до 18 000 ярдов, немцы открыли огонь в ответ, сконцентрировав его на «Лайоне», и добились первого попадания в 9:28 — снаряд главного калибра пробил борт в районе ватерлинии и затопил угольный бункер. Через пару минут 210-мм снаряд с «Блюхера» попал в крышу башни «А», вмял её и вывел левую пушку из строя на два часа. В 9:35 Битти подал сигнал «Вести обстрел кораблей, соответствующих положению в колонне», но капитан «Тайгера» Генри Пелли, посчитав что концевой корабль в английской эскадре «Индомитебл» будет обстреливать «Блюхера», а «Нью Зеланд» — «Мольтке», сосредоточил огонь на «Зейдлице». «Мольтке», по которому никто не стрелял, получил возможность беспрепятственно обстреливать «Лайона». Он и «Дерфлингер» вели огонь по «Лайону» в течение часа, а «Принсесс Ройял» обстреливала «Дерфлингер». В 9:30 на дистанции не меньше 17 500 ярдов «Лайон» добился попадания в район кормовых башен «Зейдлица»: английский снаряд пробил барбет башни и разорвался внутри, от взрыва вспыхнули пороховые заряды, и две башни были сожжены изнутри громадными языками пламени.
В это время «Блюхер» был серьёзно повреждён снарядами английских крейсеров, его скорость упала до 17 узлов, а привод руля был повреждён. В 10:48 Битти передал приказ «Индомитеблу» добить его, а через 6 минут Битти увидел перископ подводной лодки по правому борту и приказал произвести поворот на 90 градусов, чтобы избежать торпедной атаки. Но так как большая часть сигнальных фалов «Лайона» были уничтожены в ходе боя, то подать сигнал другим кораблям не вышло. Во время поворота в «Лайон» попал очередной немецкий снаряд главного калибра и повредил главную динамо-машину, а из-за воды в трюме произошло замыкание, выключившее всю электроэнергию на корабле. В 11:02 он поднял сигнал «Курс на северо-восток» для того, чтобы его корабли продолжили преследование Хиппера, и одновременно сигнал «Атакуйте концевой корабль в колонне врага». По этой причине контр-адмирал Гордон Мур, командовавший «Нью Зеланд», понял сигналы так, что Битти приказывает атаковать «Блюхер», который к тому моменту потерял ход, выкатился из строя и находился в 8000 ярдах на северо-восток от английской эскадры. И крейсера, прекратив преследование строя кораблей Хиппера, свернули в сторону «Блюхера». Битти старался исправить ошибку, но крейсера на полном ходу проскочили «Лайон», и сигналы с него не могли быть поняты из-за дыма и тумана.
Битти перенёс свой флаг на эсминец «Эттэк» в 11:50 и ринулся за линейными крейсерами. Он догнал «Принсесс Ройял» вскоре после того, как «Блюхер» был потоплен, поднялся на её борт в 12:20 и сразу же отдал приказ продолжить преследование крейсеров Хиппера, но так как те уходили на полном ходу, а английская эскадра потеряла время на добивание «Блюхера», то шансы догнать их стали ничтожными. На «Лайоне» удалось заделать пробоины, восстановить подачу тока, и он пошёл в порт со скоростью 10 узлов, а остальные английские крейсера прикрывали его отход, так как существовал риск, что немцы могут его добить. Турбина правого борта «Лайона» временно не работала из-за пробоины в цистерне питания, а после того, как её удалось запустить, в 14:30 встала окончательно, и скорость крейсера упала до 8 узлов. «Индомитеблу» было приказано взять «Лайона» на буксир, но понадобилось два часа и две попытки для того, чтобы начать буксировку, и ещё полтора дня на буксировку в порт со скоростью 7-10 узлов даже после того, как в процессе турбину правого борта удалось запустить ещё раз.
В Розайте пробоины «Лайона» временно заделали 150 тоннами бетона и деревянными брусьями, после чего он пошёл в Ньюкасл, где встал на ремонт в док «Палмерс Шипбилдинг энд Айрон Компани» — Адмиралтейство не хотело предавать гласности тяжёлые повреждения, которые в случае ремонта в доках Портсмута стали бы символом поражения. В доке крейсер накренили на 8° и установили на него 4 кессона для того, чтобы заменить 140 м² обшивки подводной части борта и пять бронеплит с их внутренней структурой. Он вернулся в строй 7 апреля. Сразу же в Розайте «Лайон», в качестве флагманского корабля, присоединился к флоту.

#### Ютландская битва
В мае 1916 года «Принсесс Ройял» была назначена флагманским кораблём 1-й эскадры линейных крейсеров под командованием адмирала Осмонда Брока. Она, в составе флота линейных крейсеров под командованием вице-адмирала Дэвида Битти, вышла в море на перехват соединения Флота Открытого моря. Английская разведка смогла расшифровать сообщения немцев, и Гранд Флит вышел с баз в море даже раньше немецкого флота. В 15:20 немецкие линейные крейсера Хиппера заметили английские линейные крейсера, а в 15:32 Битти приказал сменить курс на ОSO (восток-юг-восток) для выхода на параллельные курсы с немецкой эскадрой и отдать сигнал боевой тревоги. Хиппер также отдал приказ своим кораблям повернуть направо, лечь на юго-восточный курс и сбросить скорость до 18 узлов, чтобы дать возможность лёгким крейсерам завесы догнать основную эскадру, после чего лёг на курс навстречу основным силам Флота Открытого моря, который находился в 60 милях от него. Начался «Бег на юг».
В 15:48, когда дистанция между кораблями сократилась до 18 000 ярдов (16 460 м), немецкие линейные крейсера открыли огонь. Спустя некоторое время и английские корабли начали стрелять, но из-за неправильного определения дальности до противника, корабли которого терялись в тумане, первые их залпы легли с большим перелётом. «Лайон» и «Принсесс Ройял», как ведущие корабли английского строя, сосредоточили огонь на немецком флагмане — «Лютцове», тот обстреливал «Лайона», а «Дерфлингер» — «Принсесс Ройял». После пристрелочных залпов немцы начали точный обстрел, и попали в оба английских крейсера как минимум дважды в течение первых трёх минут боя. К 15:54 дистанция боя сократилась до 12 900 ярдов, и Битти отдал приказ сменить курс на два градуса, чтобы увеличить её. В 15:57 снаряд «Лайона» попал в «Лютцов», а спустя три минуты 305-мм снаряд «Лютцова» попал в башню Q, пробил стык между 9-дюймовой боковой бронёй башни и 3,5-дюймовой крышей и разорвался внутри. Взрывом сорвало переднюю плиту крыши башни и центральную бронеплиту, стоявшую между пушками, весь персонал башни погиб, а пламя распространилось в перегрузочную камеру. Корабль мог погибнуть, но смертельно раненный командир башни майор морской пехоты Ф. Дж. Харви успел отдать приказ задраить двери погреба и затопить его. Когда огонь спустился в перегрузочное отделение, матросы в погребе успели захлопнуть двери. Позднее их так и нашли держащимися за кремальеры дверей. За свой подвиг Френсис Дж. Харви был посмертно награждён Крестом Виктории.
В 16:11 на «Принсесс Ройял» заметили след от торпеды, выпущенной «Мольтке» и прошедшей под килем, и приняли его за след от торпеды, выпущенной подводной лодкой. Чуть позже эсминец «Лэндрэйл» сообщил о том, что как раз перед тем, как была замечена торпеда, с него заметили перископ. Тем временем курсы эскадр разошлись слишком широко для ведения точной стрельбы, и в 16:12-16:15 Битти повернул эскадру на 4° к противнику — в ходе этого манёвра «Лайон» получил ещё несколько попаданий с «Дерфлингера». Дым и пар из пробитых труб, поднявшиеся над ним, закрыли корабль от огня «Дерфлингера», и тот перенёс огонь на «Куин Мэри». В 16:25 дистанция между кораблями сократилась до 14 400 ярдов, и Битти отдал приказ отвернуть на два градуса для её увеличения. В этот момент в «Куин Мэри» попал залп с «Дерфлингера», и через несколько секунд взорвались снарядные погреба под носовыми башнями, после чего корабль моментально пошёл ко дну.
Во время «Бега на юг» с «Дерфлингера» по «Принсесс Ройял» попали несколько раз, но ни одно попадание не стало критичным. В 16:30 лёгкий крейсер «Саутгемптон», идущий впереди эскадры Битти, обнаружил эскадру дредноутов Флота Открытого моря, идущую на север полным ходом. В 16:40 корабли Битти, который с флагмана сам увидел немецкий флот, совершили разворот и пошли навстречу главным силам Гранд Флита. Во время «Бега на север» «Лайон» попал под обстрел немецких линейных крейсеров и получил несколько попаданий. Затем Битти приказал своей эскадре увеличить скорость и оторваться от кораблей Флота Открытого моря с целью в дальнейшем встретиться с основными силами Гранд Флита. В 17:40 эскадра Битти снова открыла огонь по догоняющим её линейным крейсерам Хиппера. Заходящее солнце слепило немецких комендоров, мешая им вести огонь по английским кораблям, поэтому эскадра Хиппера в 17:47 свернула на северо-восток. Битти постепенно поворачивал свою эскадру на восток, чтобы скрыть разворачивающийся строй Гранд Флита от немецких линейных крейсеров, и намеревался выйти в голову строю английских линкоров, но из-за неразберихи на поле боя этот манёвр не был выполнен.
В 18:35 эскадра Битти, идя в кильватере 3-й эскадры линейных крейсеров адмирала Худа, продолжала бой с эскадрой Хиппера, оттягивая её на юго-восток. В 18:44 Битти повернул свои корабли на юго-восток, а через 4 минуты на юго-юго-восток в поисках эскадры Хиппера. Два выживших линейных крейсера из эскадры Худа примкнули к его строю, встав позади «Нью Зеланд», после чего линейные крейсера сбросили скорость до 18 узлов и свернули на юг, чтобы не оторваться от дредноутного флота. В этот момент гирокомпас на «Лайоне» вышел из строя, и он описал циркуляцию, прежде чем управление было восстановлено.
В 18:55 Шеер приказал своим кораблям совершить ещё один разворот на 180°, и его корабли пошли сходящимся курсом к Гранд Флиту, который тоже свернул на юг. Джеллико второй раз смог провести охват головы колонны немецкого флота и обстрелять его, нанеся немецким дредноутам серьёзные повреждения. В 19:13 Шеер отдал приказ снова совершить разворот на 180° для того, чтобы избежать ещё больших повреждений от огня Гранд Флита. Этот манёвр был выполнен успешно, и немцы скрылись из виду Гранд Флита до тех пор, пока в 20:05 эсминец «Кастор» не заметил столб дыма по курсу запад-северо-запад, а через 10 минут не опознал немецкие эсминцы, по которым открыл огонь. Битти свернул эскадру на запад, двинулся на звуки стрельбы и обнаружил немецкие линейные крейсера на дистанции 8500 ярдов (7772 м). «Инфлексибл» открыл огонь в 20:20, за ним остальные корабли в строю. Немцы видели в сумерках только вспышки орудий, и поэтому сразу же отвернули. Вскоре после 20:30 Битти увидел эскадренные броненосцы 2-й эскадры контр-адмирала Мауве и перевёл огонь на них. В наступающей темноте ему удалось добиться нескольких попаданий, после чего в 20:40 немецкие корабли скрылись в тумане. После этого Битти сменил курс на юг-юго-восток и шёл этим курсом всю ночь до 2:55, когда ему передали приказ разворачивать эскадру.
«Лайон», «Принсесс Ройял» и другие крейсера достигли Розайта утром 2 июня 1916 года, где «Лайон» встал на ремонт до 19 июля. Обломки башни Q были демонтированы. В ходе боя «Лайон» получил 14 попаданий, из его экипажа были убиты 99 человек и 51 ранен. Он выпустил 326 снарядов главного калибра, но добился только 4 попаданий в «Лютцов» и 1 в «Дерфлингер», выпущенные им 7 торпед не достигли цели. «Принсесс Ройял» после прибытия в Розайт встала в ремонт до 10 июня, после чего отплыла в Плимут на ремонт до 15 июля, и вернулась в Розайт 21 июля. В ходе битвы она получила 9 попаданий — 6 с «Дерфлингера», 2 с «Маркграфа» и 1 с «Позена», из её экипажа погибло 22 человека и 81 были ранены. «Принсесс Ройял» выпустила 230 снарядов, добившись 3 попаданий в «Лютцов» и 2 в «Зейдлиц».

### Служба после Ютланда
С 21 июня по 22 сентября 1916 года «Лайон» всё ещё без башни Q выходил в море в составе соединения линейных крейсеров контр-адмирала Пакингхема. Башню установили во время его нахождения на верфи Армстронга в Элсвике между 6 и 23 сентября 1916 года. Одиночные прожектора с диаметром зеркала 610-мм, во время ремонта, временно установили побортно на задней надстройке, а кожухи дымовых труб покрыли чёрными и белыми полосами камуфляжа.
18 августа 1917 г. «Комната 40» передала в адмиралтейство расшифрованное сообщение, согласно которому Флот Открытого моря в полном составе, но без 2-й эскадры эскадренных броненосцев, собирается покинуть гавани ночью с целью бомбардировки Сандерленда на следующий день и разведки моря подводными лодками и самолётами. В ответ на эту информацию вечером 18 августа Гранд Флит вышел в море в полном составе — 29 дредноутов и 6 линейных крейсеров. 19 августа эскадры Джеллико и Шеера бороздили Северное море, получая при этом противоречивые сообщения от разведки: Джеллико вёл свои корабли на север до тех пор, пока не был дезинформирован о расположении минных полей и не развернул свой флот на юг, а Шеер двигался курсом на юго-восток, преследуя одинокую эскадру, замеченную с аэроплана — ею оказались Гарвичские силы коммодора Реджинальда Тируитта. Поняв свою ошибку, немцы развернулись и направились в гавань. Но боевого столкновения тогда не произошло — единственная возможность контакта произошла вечером, когда Тируитт заметил строй Флота Открытого моря, но прежде чем его корабли вышли на позицию для атаки, тьма скрыла противника, и от этой идеи пришлось отказаться. Оба флота вернулись домой.
В декабре 1916 года адмирал Дэвид Битти стал командующим Гранд-Флитом. После этого командующим линейными крейсерами был назначен вице-адмирал Уильям Кристофер Пакингхэм, и «Лайон» стал его флагманским кораблём. В дальнейшем «Лайон» участвовал в патрулировании Северного моря, в то время как Флот Открытого моря так и не вышел с баз. 17 ноября 1917 г. «Лайон» участвовал в операции линейных крейсеров в Гельголандской бухте, но тогда только «Рипалс» вёл бой с кораблями противника. В том же году с «Лайона» сняли носовую правую группу 102-мм орудий. В 1918 году установили на кормовой надстройке новую боевую рубку торпедной стрельбы. На кормовых башнях оборудовали платформы для взлёта лёгких колёсных самолётов.
23 марта 1918 года «Лайон» и «Принсесс Ройял» в составе 1-й эскадры линейных крейсеров Гранд Флита вышли в море на перехват Флота Открытого моря, который находился у берегов Норвегии после неудачной попытки атаковать английский конвой. Но немцы успели уйти на базы без боя. Когда Флот Открытого моря отправился в Скапа-Флоу 21 ноября 1918 года для интернирования, «Лайон» и «Принсесс Ройял» в составе Гранд Флита эскортировали его, а потом охраняли. С апреля 1919 г. они входили в состав Атлантического флота. С марта 1920 г. «Лайон» находился в резерве в Розайте 30 мая 1922 г. согласно Вашингтонскому договору по сокращению морских вооружений его исключили из состава флота, а 31 января 1924 г. корабль продали за 77 000 фунтов стерлингов, после чего разобрали на металл. «Принсесс Ройял» в 1920 году также была отправлена в резерв, в середине года её попытались продать в Чили, но неудачно. 22 февраля 1922 года она стала флагманом Шотландского флота, а в декабре 1922 года была исключена из списков флота и продана на металлолом.

## Оценка проекта
В проекте британских линейных крейсеров преобладала именно крейсерская составляющая. Помимо высокой скорости они должны были обладать солидной дальностью плавания и хорошей мореходностью. Круг задач, возлагавшихся на эти корабли в Королевском флоте, также был весьма широк. Здесь и разведка, и поддержка лёгких сил, борьба с вражескими рейдерами и действия в качестве быстроходного боевого отряда флота, причём без длительного огневого контакта с адекватным противником. Большим недостатком явилось обеспечение броневой защиты только против 280 мм снарядов. Огромный корпус корабля в целом оказался сильно уязвим для 305 мм снарядов. «Великолепные кошки» (англ. Splendid Pussy-cats) пользовались хорошей репутацией как на флоте, так и за его пределами. Вместе с тем негативно оценивалась слабость противоторпедной защиты, она, как и на «Орионах» ограничивалась локальными броневыми переборками в районе погребов.

### Сравнение с немецкими линейными крейсерами
Если сравнивать с германскими ровесниками, то «Лайон» имел на 3370 т большее водоизмещение, обладал более мощным главным калибром (восемь 343-мм орудий на десять 280-мм), однако защита броневого пояса «Лайона» была тоньше защиты «Мольтке».
Германский линейный крейсер «Зейдлиц», заложенный на два года позже, являлся развитием «Мольтке» имея лучшее бронирование за счёт увеличения нормального водоизмещения на 2000 т, и «Совет Адмиралтейства» провёл сравнение его с «Лайоном».
«Лайон» оказался на 12,3 м длиннее, на 1,5 м уже, надводный борт 1,8 м выше и нормальное водоизмещение на 1420 тонн большее, чем у «Зейдлица». При большей на 15 % мощности машинной установки, «Лайон» имел машинное отделение на 60 % и котельное на 25 % больше. Уменьшение объёма этих отсеков на «Зейдлице» позволило значительно уменьшить его длину и водоизмещение, а экономию веса корпуса пустили на дополнительное бронирование.
| Сравнение размеров котельного и машинного отделений линейных крейсеров «Лайон» и «Зейдлиц». | Сравнение размеров котельного и машинного отделений линейных крейсеров «Лайон» и «Зейдлиц». | Сравнение размеров котельного и машинного отделений линейных крейсеров «Лайон» и «Зейдлиц». | Сравнение размеров котельного и машинного отделений линейных крейсеров «Лайон» и «Зейдлиц». | Сравнение размеров котельного и машинного отделений линейных крейсеров «Лайон» и «Зейдлиц». | Сравнение размеров котельного и машинного отделений линейных крейсеров «Лайон» и «Зейдлиц». |
| Название                                                                                    | Мощность энергетической установки (л. с.)                                                   | Длина котельного отделения (м)                                                              | Ширина котельного отделения (м)                                                             | Длина машинного отделения (м)                                                               | Ширина машинного отделения (м)                                                              |
| ------------------------------------------------------------------------------------------- | ------------------------------------------------------------------------------------------- | ------------------------------------------------------------------------------------------- | ------------------------------------------------------------------------------------------- | ------------------------------------------------------------------------------------------- | ------------------------------------------------------------------------------------------- |
| HMS «Лайон» (1910)                                                                          | 70 000                                                                                      | 57,8                                                                                        | 20,1                                                                                        | 34,1                                                                                        | 18,9                                                                                        |
| SMS «Зейдлиц» (1911)                                                                        | 61 000                                                                                      | 46,5                                                                                        | 19,8                                                                                        | 21                                                                                          | 19,2                                                                                        |

Защита броневого пояса, палубы и башен «Лайона» была значительно тоньше защиты «Зейдлица». Но большая часть корпуса британских крейсеров была защищена от 280-мм снарядов.
Поэтому, в сравнении с современными им германскими линейными крейсерами типа «Мольтке» и «Зейдлиц», несмотря на их несколько лучшее бронирование, британские крейсера обладали неоспоримым преимуществом. Бой у Доггер-банки и Ютландское сражение показали, что «кошки адмирала Фишера», обладали преимуществом в скорости.
Благодаря тому, что линейные крейсера типа «Лайон» имели большую скорость хода, в сражениях Первой мировой войны они могли догнать немецкие линейные крейсера, выбрать дистанцию боя, а при неблагоприятных обстоятельствах оторваться от своего противника. А защита башен и барбетов 280-мм орудий на германских крейсерах не была достаточной от 343-мм британских снарядов.
| Сравнительные характеристики линейных крейсеров времён Первой мировой войны | Сравнительные характеристики линейных крейсеров времён Первой мировой войны | Сравнительные характеристики линейных крейсеров времён Первой мировой войны | Сравнительные характеристики линейных крейсеров времён Первой мировой войны | Сравнительные характеристики линейных крейсеров времён Первой мировой войны |
|                                                                             | «Мольтке»                                                                   | «Зейдлиц»                                                                   | «Индефатигебл»                                                              | «Лайон»                                                                     |
| --------------------------------------------------------------------------- | --------------------------------------------------------------------------- | --------------------------------------------------------------------------- | --------------------------------------------------------------------------- | --------------------------------------------------------------------------- |
| год закладки/ввода в строй                                                  | 1908/1911                                                                   | 1911/1913                                                                   | 1909/1911                                                                   | 1909/1912                                                                   |
| Размерения                                                                  | 186,6×29,4×9,2                                                              | 200×28,5×9,09                                                               | 179,8×24,4×8,1                                                              | 213,4×27×8,4                                                                |
| Водоизмещение, т нормальное (полное)                                        | 22 979 (25 400)                                                             | 24 988 (28 550)                                                             | 18 470 (22 080)                                                             | 26 270 (29 680)                                                             |
| Расчётная скорость хода, уз. номинальная мощность, л. с.                    | 25,5 52 000                                                                 | 26,5 63 000                                                                 | 25 43 000                                                                   | 27 70 000                                                                   |
| Скорость хода максимальная, уз. форсированная мощность, л. с.               | 28,4 85 782                                                                 | 28,1 89 738                                                                 | 26,89 55 000                                                                | 28,06 96 240                                                                |
| Котлы                                                                       | 24                                                                          | 27                                                                          | 32                                                                          | 42                                                                          |
| Дальность хода (узлы)                                                       | 4120 (14)                                                                   | 4200 (14)                                                                   | 6970 (16) 5610 (10)                                                         | 4935 (16,75)                                                                |
| Экипаж, человек                                                             | 1053                                                                        | 1068                                                                        | 800                                                                         | 984                                                                         |
| Стоимость, млн рублей золотом                                               | 21,3                                                                        | 22,34                                                                       | 13,43                                                                       | 20,84                                                                       |
| Толщина брони, мм                                                           |                                                                             |                                                                             |                                                                             |                                                                             |
| Пояс                                                                        | 270                                                                         | 300                                                                         | 152                                                                         | 229                                                                         |
| Лоб башни                                                                   | 230                                                                         | 250                                                                         | 178                                                                         | 229                                                                         |
| Барбет                                                                      | 200—230                                                                     | 200—230                                                                     | 178                                                                         | 229                                                                         |
| Рубка                                                                       | 350                                                                         | 300                                                                         | 254                                                                         | 254                                                                         |
| Палуба                                                                      | 50                                                                          | 80                                                                          | 65                                                                          | 65                                                                          |
| Вооружение (ГК)                                                             |                                                                             |                                                                             |                                                                             |                                                                             |
| Количество                                                                  | 5×2×280-мм                                                                  | 5×2×280-мм                                                                  | 4×2×305-мм                                                                  | 4×2×343-мм                                                                  |
| Скорострельность, выстрелов / мин                                           | 3                                                                           | 3                                                                           | 1,5                                                                         | 1,5—2                                                                       |
| Масса бронебойного снаряда, кг                                              | 302                                                                         | 302                                                                         | 389,8                                                                       | 567                                                                         |
| Начальная скорость, м/с                                                     | 880                                                                         | 880                                                                         | 831                                                                         | 787                                                                         |
| Максимальная дальность стрельбы, м                                          | 18 100 (13,5°)                                                              | 18 100 (13,5°)                                                              | 17 236 (13,5°)                                                              | 21 780 (20°) 18 700 (15,35°)                                                |

## Комментарии
1. ↑  Все данные приведены на момент вступления в строй.
2. ↑  Второго поколения, первое: «Инвинсиблы» и «Индефатигеблы».
3. ↑  В переводе Паркса возможно опечатка — сектор стрельбы для кормовых башен «Ориона» составлял 300°
4. ↑  В длинных тоннах.
5. ↑  Броня башен включена в статью вооружение.
6. ↑  По сравнению с «Индефатигейблами».
7. ↑  Салютное орудие
8. ↑  Шкала не указана, скорее всего Фаренгейт.
9. ↑  Подобные смены курса были вызваны, кроме всего прочего, плохой видимостью: туман и дым застилали море и очень мешали прицельной стрельбе. Битти маневрировал, пытаясь найти оптимальную дистанцию для поражения немецких крейсеров.
10. ↑  Линейные крейсера типа «Дерфлингер» — более поздние корабли
11. ↑  Британские крейсера второго поколения с 343-мм орудиями — «Лайон», «Принцесс Ройал», «Куин Мэри» и «Тайгер» — из-за использования на двух кораблях названий хищников из семейства кошачьих, а на двух других женщин королевской крови получили в британском флоте прозвище «кошки» с добавлением имени создателя их идеи — адмирала Фишера.
12. ↑  Максимальный угол прицеливания до 1916 года 15,35°